# Križevci, Croația
Križevci este un oraș în cantonul Koprivnica-Križevci, Croația, având o populație de 21.122 de locuitori (2011).

## Demografie
Componența etnică a orașului Križevci
     Croați (96,62%)
     Sârbi (2,09%)
     Necunoscut (0,24%)
     Neclasificat (0,81%)
Componența confesională a orașului Križevci
     Catolici (92,29%)
     Ortodocși (2,39%)
     Fără religie și atei (2,21%)
     Necunoscută (1,75%)
     Alte religii (1,36%)
Conform recensământului din 2011, orașul Križevci avea 21.122 de locuitori. Din punct de vedere etnic, majoritatea locuitorilor (96,62%) erau croați, cu o minoritate de sârbi (2,09%). Apartenența etnică nu este cunoscută în cazul a 0,24% din locuitori. Din punct de vedere confesional, majoritatea locuitorilor (92,29%) erau catolici, existând și minorități de ortodocși (2,39%) și persoane fără religie și atei (2,21%). Pentru 1,75% din locuitori nu este cunoscută apartenența confesională.